# Rick Danko
Pour les articles homonymes, voir Danko.
Richard Clare « Rick » Danko (29 décembre 1943 – 10 décembre 1999) était un musicien canadien, bassiste, auteur, compositeur et chanteur, mieux connu comme membre de The Band.

## Biographie

### Les premières années (1943-1960)
Rick Danko est en réalité né le 29 décembre 1943 à Blayney, en Ontario, une communauté agricole proche de la ville de Simcoe, troisième des quatre fils d'une famille de musiciens d'ascendance ukrainienne. Il a grandi au son des mélodies jouées dans les réunions de famille et à ceux de la musique country, blues et R&B entendues à la radio. Il aimait particulièrement la musique country, que sa mère lui permettait d'écouter jusqu'à tard dans la nuit à la radio dans le Grand Ole Opry.
Ses influences musicales incluent Hank Williams, The Carter Family et, plus tard, Sam Cooke. Il s'est également inspiré de la musique de son frère aîné, Junior. Son deuxième frère aîné, Dennis, est un auteur-compositeur accompli, et son jeune frère, Terry, est devenu lui aussi musicien.[réf. nécessaire]
Il fait ses débuts musicaux en jouant du banjo ténor à quatre cordes pour ses camarades de classe de première année,.
Danko forme le Rick Danko Band à l'âge de 12 ou 13 ans. À l'âge de 14 ans, Danko quitte l'École de Simcoe et commence à jouer dans les salles et les bals avec son groupe les Starlights. À 17 ans et fort de cinq années d'expérience, il se fait embaucher en première partie de Ronnie Hawkins, chanteur rockabilly américain dont le groupe, The Hawks, a été considéré comme l'un des meilleurs au Canada.[réf. nécessaire]
Pendant des années, il a été déclaré à tort que Danko était né le 29 décembre 1942. « C'était une erreur et elle a tout simplement continué d'être reproduite », atteste Danko.« Personne n'a jamais corrigé. » Même s'il était né le 29 décembre, l'année de sa naissance est bien 1943. Selon son frère aîné Maurice, Rick était né à la maison, et ses parents n'avaient pas d'acte de naissance. Quand ils ont obtenu l'acte, il comportait la mauvaise année, 1942. La famille n'a rien fait pour le changer et le jeune Rick a utilisé cette date antérieure à son avantage : cela signifiait qu'Il pouvait obtenir un permis de conduire plus tôt, entrer dans les bars plus tôt, etc. Comme l'acte de naissance n'a jamais été changé, le permis de conduire de Rick contenait également la même date. Et puisque ces deux pièces d'identité officielles comportaient la même erreur d'année, sa pierre tombale a été marquée de la même date, puisqu'il n'y a pas d'autre confirmation officielle de la date réelle. Un autre frère, Terry, a également confirmé que Rick était né en 1943,.

### Décès

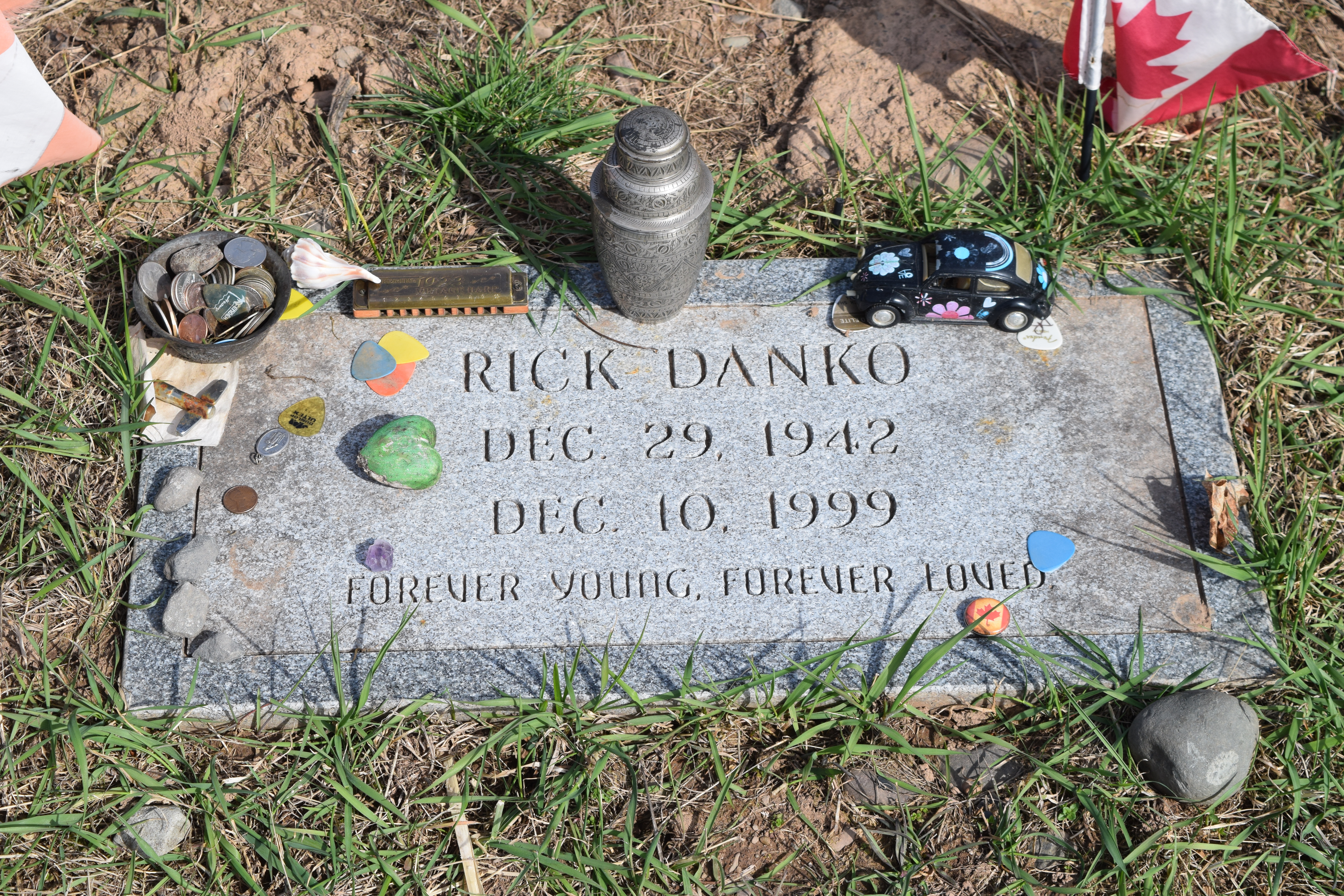
Tombe de Rick Danko au cimetière de Woodstock, le 19 avril, 2015 (l'année de naissance est incorrecte)

Le 10 décembre 1999, quelques jours après la fin d'une brève visite du Midwest qui inclut deux spectacles dans la région de Chicago et un dernier concert à l' Ark à Ann Arbor, dans le Michigan, Rick Danko meurt dans son sommeil à son domicile de Marbletown, New York. Son décès était lié à une insuffisance cardiaque, à la suite des années d'alcoolisme et de toxicomanie. Il avait 55 ans,,.
Sa deuxième épouse lui survécut, Elizabeth (décédée en 2013), qu'il avait épousée en 1989, ; un beau-fils, Justin; et une fille, Lisa, de son premier mariage Son fils Eli, d'un premier mariage, est mort en 1989 à l'âge de 18 ans d'une asphyxie après une intoxication à l'alcool, alors qu'il était étudiant à l'Université d'État de New York à Albany. Danko a été enterré à côté de son fils Eli au cimetière de Woodstock, New York.[réf. nécessaire]

### The Hawks (1960-1964)
Hawkins invita Danko pour rejoindre les Hawks en tant que guitariste rythmique. À ce moment, le bassiste de The Hawks Rebel Paine a été congédié par Hawkins, qui, sans perdre de temps, a réclamé à Danko d'apprendre à jouer de la basse, avec l'aide des autres membres du groupe. En septembre 1960, il devient bassiste de Hawkins, jouant brièvement une basse six-cordes Fender VI, avant de choisir la Fender Jazz Bass.
En 1961, Danko et le batteur Levon Helm épaulent le guitariste Lenny Breau sur plusieurs pistes enregistrées au Hallmark Studios à Toronto. Ces pistes sont intégrées aux Hallmark's Sessions parues en 2003.
Bientôt rejoint par le pianiste Richard Manuel et l'organiste Garth Hudson, The Hawks jouent avec Hawkins jusqu'à la mi-1963. Une altercation entre Danko et Hawkins mène Danko, Levon Helm, Robbie Robertson, Manuel, et Hudson à se séparer de Hawkins en termes amicaux. Le groupe avait l'intention de quitter Hawkins et de continuer librement, sans leader, dans un esprit égalitaire.

### Avant The Band (1964–1968)
Danko et les anciens des Hawks ont d'abord participé au Levon Helm Sextet, avec le saxophoniste Jerry Penfound, devenu plus tard The Canadian Squires, après le départ de Penfound, avant de se présenter comme Levon and The Hawks. En suivant un arc de cercle de l'Ontario à l'Arkansas, ils acquièrent la réputation de "meilleur putain de groupe de bar."[réf. nécessaire]
En 1965, avec deux singles à leur actif, enregistré en tant que The Canadian Squires, ils ont rencontré le légendaire harmoniciste blues et chanteur Sonny Boy Williamson et prévu une collaboration avec lui dès qu'il serait retourné à Chicago. Le groupe a continué à donner des concerts dans le New Jersey dans la foulée, mais Williamson est mort deux mois après leur rencontre, et la collaboration n'a jamais eu lieu.
En août 1965, Marie Martin, une assistante de Bob Dylan puis le manager Albert Grossman ont entendu la musique du groupe, alors connu sous le nom de Levon and The Hawks. Grossman en a parlé à Dylan, qui a été impressionné par leur musique. Le groupe se produisait à Tony Mart, un club populaire à Somers Point, New Jersey, et Grossman a d'office téléphoné au club pour parler avec Levon et le groupe de la tournée de Dylan.
Helm n'était pas très heureux d'accompagner un « ménestrel », mais accepte à contrecœur, et le groupe devint l'orchestre de Dylan pour une tournée qui débuta en septembre. La tournée, cependant, devenait trop importante pour Helm, qui part en novembre. En mai 1966, Dylan et le reste du quatuor (avec des batteurs remplaçants, dont l'acteur et musicien Mickey Jones) voyagea à travers l'Amérique, en Australie et en Europe. Après les derniers concerts en Angleterre, Dylan se retire dans sa nouvelle maison à Woodstock, New York, et The Hawks le rejoignent peu de temps après.

### The Band (1968–1977)
C'est Danko qui trouva la « Pink House » (maison rose) à Saugerties, New York, connue sous le nom de « Big Pink ». Danko, Hudson, et Manuel emménagèrent, tandis que Robertson vivait à proximité. Les séances musicales de The Band  avec Dylan eurent lieu dans le sous-sol de Big Pink, entre juin et octobre 1967, générant des enregistrements qui ont été officiellement publiés en 1975 dans The Basement Tapes. En octobre, The Hawks ont commencé l'enregistrement des démos de leur premier album, Helm les rejoignant le mois suivant. Leur manager, Albert Grossman, leur assura un contrat avec Capitol Records fin 1967.
De janvier à mars 1968, The Band enregistre leur premier album, Music from Big Pink, dans des studios d'enregistrement à New York et Los Angeles. Sur cet album, Danko chante en soliste sur trois chansons : Caledonia Mission, Long Black Veil et This Wheel's on Fire.
Avant que The Band ne débute la tournée de promotion de l'album, Danko est grièvement blessé dans un accident de voiture, subissant un fracture du cou et du dos, qui l'oblige à la rééducation pendant des mois. Alors qu'il est en rééducation, son amie, Grace Seldner, l'informa qu'elle était enceinte, et il l'a demandée en mariage à partir de son lit d'hôpital. Quand ils se sont mariés, Danko portait encore une minerve. The Band a finalement fait son premier concert au Bill Graham's Winterland Ballroom à San Francisco, en avril 1969.
À ce moment, ils étaient déjà au travail sur leur deuxième album éponyme. Sur ce disque, parfois connu sous le nom de Brown Album, Danko chante ce qui allait devenir deux chansons de sa signature (et deux des plus aimés des classiques du groupe) : When You Awake et Unfaithful Servant. Les deux chansons illustrent les talents de chanteur de Danko et valorisent sa voix plaintive.
Rick Danko est en vedette dans le film documentaire Festival Express, qui suit une tournée de stars en train à travers le Canada en 1970. Dans le train, il chante de manière impromptue une version de Ain't No More Cane avec Jerry Garcia et Janis Joplin,. Le son de The Band est défini par la somme de chacun des membres : les broderies de guitare et les paroles de Robertson, les rythmes « folk Bayou » et la voix aux accents sudistes de Levon Helm, la voix de Richard Manuel fortement apparentée à Ray Charles et ses rythmes complexes au clavier, le génie musical touche-à-tout de Garth Hudson, mais aussi la voix distincte de ténor de Rick Danko, ses harmonies haut-perchées, et son jeu de basse percussif et mélodieux :  autant d'éléments composent le son du groupe. Dans une interview publiée dans Guitar Player, Danko a cité comme influences les bassistes James Jamerson, Ron Carter, Edgar Willis, et Chuck Rainey.

### Après le concert d'adieu de The Band (1977-1999)
Après le concert d'adieu de The Band (The Last Waltz) au Winterland Ballroom en novembre 1976, Danko signe un contrat avec Arista Records via Clive Davis, faisant de lui le premier membre du Band à enregistrer un album solo. Publié en 1977, son opus éponyme accueille les collaborations de Ronnie Wood, Eric Clapton, Doug Sahm, Blondie Chaplin, et son frère Terry Danko. L'album a été principalement enregistré dans le studio californien du Band, le Shangri-La. Les faibles ventes de l'album expliquent son actuelle rareté. Après cet album, il a enregistré un titre inédit, avant d'être lâché par Arista. La suite de l'album a finalement été publiée comme une partie de Cryin' Heart Blues en 2005.

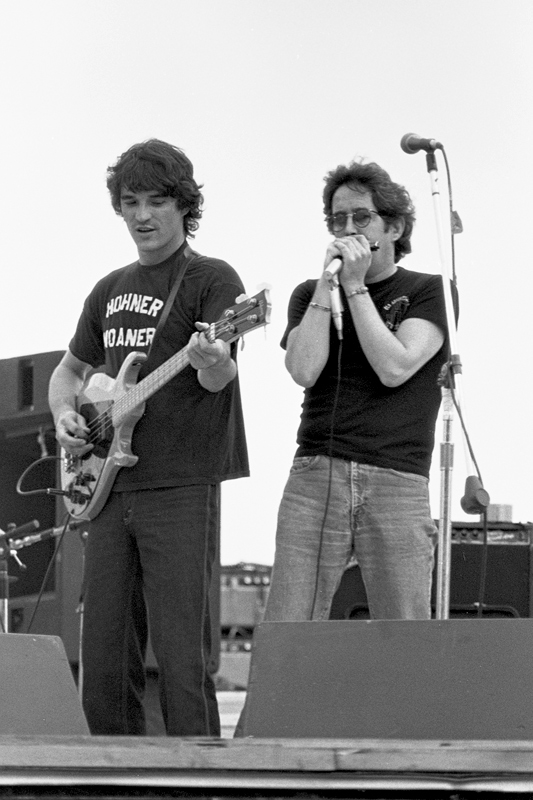
Danko avec Paul Butterfield. Woodstock Reunion, 1979

Au début de 1979, Danko fait la première partie de Boz Scaggs. En 1979, Danko et Paul Butterfield font une tournée ensemble en tant que Danko/Butterfield Band. Parmi les chansons qu'ils reprennent il y avait « Sail On, Sailor », enregistré à l'origine par les Beach Boys, avec Blondie Chaplin, qui a tourné avec Danko/Butterfield, à la guitare et au chant. De 1983 à 1999, Danko a alterné entre une version reformée du Band avec Helm, Hudson, et le guitariste Jim Weider (et, de 1983 à 1986, Richard Manuel), une carrière solo et enfin des collaborations, dont le travail remarqué avec le chanteur-auteur-compositeur Eric Andersen et le Norvégien Jonas Fjeld en tant que Danko/Fjeld/Andersen.
En 1984, Danko a rejoint les membres de The Byrds, the Flying Burrito Brothers et d'autres, dans une tournée-événement appelée « The Byrds : Twenty Years Celebration. » Plusieurs membres de ce groupe se produisent en solo pour introduire le concert, y compris Danko, qui interprète Mystery Train. En 1989, il part en tournée avec Levon Helm et Garth Hudson dans le cadre du premier Ringo Starr All-Starr Band.
Le 21 juillet 1990, à l'occasion du concert de Roger Waters The Wall : Live in Berlin, Rick Danko chante sur les chansons de Pink Floyd Comfortably Numb et Mother : la première avec Van Morrison, Roger Waters, et Levon Helm, et la seconde avec Helm et Sinéad O'Connor. Il enregistre alors des démos et fait un certain nombre d'apparitions sur des albums d'autres artistes tout au long des années 1980 et 1990. En 1997, il publie Rick Danko in Concert. Deux ans plus tard, un troisième album solo (Live on Breeze Hill) a paru. Danko travaillait sur un quatrième (Times Like These) au moment de sa mort.
Dans le même temps, The Band (sans Robbie Robertson, réticent, et Richard Manuel - décédé en 1986) enregistre trois albums, et Danko fait équipe avec Fjeld et Andersen pour deux albums en trio, Danko/Fjeld/Andersen en 1991 et Ridin' on The Blinds en 1994. À cette époque, Danko avait pris beaucoup de poids et son addiction à l'alcool et la drogue augmentait. En 1996, Danko a été déclaré coupable d'avoir reçu un paquet d'héroïne par la poste au Japon. Il a dit au juge qu'il avait commencé à utiliser de la drogue (en complément avec la prescription de morphine) pour lutter contre une douleur permanente résultant de son accident de la route de 1968. Il a écopé de deux années et demie de prison avec sursis.
En 1994, Danko a été intronisé au Rock and Roll Hall of Fame en tant que membre de The Band.

## Instruments
Sa première basse était une Fender Bass VI (6 cordes, soit une guitare baryton) ; il a ensuite joué sur une Fender Precision Bass avant d'utiliser en 1969 une Fender Jazz Bass, que l'on peut voir et entendre sur les répétitions de Music from Big Pink et The Band et dans l'apparition live à Woodstock. Dans le milieu des années 1970, il joue une basse Ampeg AUB-1 fretless (visible dans le film The Last Waltz) et, plus tard, une Gibson Ripper (dont il possédait quatre exemplaires) pour The Last Waltz.
À la fin des années 1970, il joue de la guitare plus souvent, notamment des modèles acoustiques Guild et Gibson, et une électrique Fender Telecaster.
Habile sur tous les instruments, il possédait et jouait également un violon, une contrebasse tchécoslovaque (affreuse, « pleine de colle ») et une Ampeg Baby Bass.
Réticent à la basse cinq cordes, en 1993 il déclarait au Musician Magazine : « Je n'ai jamais pu me faire à l'accordage. J'utilise mes basses quatre-cordes et les désaccorde, allant dans les graves de mi à do. » Pourtant, on peut le voir en 1996 sur scène avec une basse cinq cordes au Live at Loreley en Allemagne.

## Héritage
Pour l'édition d'avril 2012 de Bass Musician: Bass Magazine for Bass Players and the Bass Industry, Rob Collier a écrit un article intitulé « Comment jouer Danko : Une Leçon dans le Style de Rick Danko ».
Sur le blog Irishtimes.com, Laurence Mackin écrit : « Ensemble, le bassiste Rick Danko, et [Levon] Helm ont formé l'une des meilleures sections rythmiques, battant un infaillible groove, un partenariat qui a formé l'épine dorsale de The Band. Dans Danko, il avait l'alchimie du musicien parfait, l'un des meilleurs bassistes et de la plus douce des âmes. Sa musique est subtile, son instinct pour la note juste inébranlable – il pouvait jour un truc en quatre mesures, mais seigneur quel truc. Leur subtil et intense dialogue rythmique a forgé et ciselé la musique du Band – il lui a donné cœur et âme. » La chanson de Drive-By Truckers Danko/Manuel, écrite par Jason Isabell, a été publiée sur leur album The Dirty South en 2004.
Steve Forbert a publié Wild as the Wind (A tribute to Rick Danko), sur Just Like There's Nothin' To It en 2004.
Par ailleurs, un certain nombre d'artistes de la musique ont cité Danko comme influence, notamment Elvis Costello, Mumford & Sons, Lucinda Williams, Jay Farrar, Neko Case, Robbie Fulks, Cindy Cashdollar, Craig Finn de The Hold Steady, Chris Tomson de Vampire Week-end, et Eric Clapton qui a déclaré : « Le chant de Rick a eu une influence énorme sur moi... tu dois être un grand musicien avant de pouvoir chanter comme ça. »

## Discographie
- Rick Danko (1977)
- Rick Danko in Concert (1997)
- Live on Breeze Hill (1999)
- Times Like These (2000)
- Cryin' Heart Blues (2005)
- At Dylan's Cafe (2007; concert solo enregistré à Washington DC le 8 décembre 1987)
- Live at the Tin Angel, 1999 (2011)
- Live at Uncle Willy's, 1989 (2011)
- Live at the Iron Horse, Northampton 1995 (2011; with Blondie Chaplin and Ed Kaercher)
- Live at Caffè Lena – Tompkins Square Records (2013)

Avec Danko/Fjeld/Andersen
- Danko/Fjeld/Andersen (1991)
- Ridin' on the Blinds (1994)
- One More Shot (2002)

Avec Richard Manuel
- Whispering Pines: Live at the Getaway (2002; recorded live in Saugerties, New York on October 12, 1985)
- Live at O'Tooles Tavern (2009; recorded live in Scranton, PA December 12, 1985)
- Live at the Lone Star Cafe, 1984 (2011; with Paul Butterfield)

## Filmographie
- 1978: The Last Waltz
- 1986: Man Outside
- 1987: Rick Danko's Electric Bass Techniques (home video)
- 1990: The Wall – Live in Berlin
- 1993: The 30th Anniversary Concert Celebration
- 2003: Festival Express